# Vejehus
Et vejehus eller en stadsvægt (hollandsk waag, tysk Stadtwaage) er en bygning nær en markedsplads, hvor varer, der skal sælges på markedet, bliver vejet af lokale myndigheder. De fleste af disse bygninger, (der især ses i Tyskland og Nederlandene), blev bygget før 1800, da offentlig kontrol af vægten af varer var meget vigtig, og der ikke eksisterede internationale standarder for vægt.

## Byer i Holland med et vejehus
Nogle af de byer, der har et vejehus: Amsterdam, Alkmaar, Haarlem, Deventer (med museum), Edam, Enkhuizen, Gouda, Hoorn, Leeuwarden, Leiden, Nijmegen, Oudewater og Vlaardingen.

## Byer i Tyskland med et vejehus
Nogle byer, der har en sådan bygning, er: Bremen, Emmerich am Rhein, Michelstadt, Osnabrück og Stralsund.